# Zadné Jatky
Die Zadné Jatky (deutsch Hintere Fleischbank, ungarisch Hátsó-Mészárszék, polnisch Zadnie Jatki)  ist ein Berg des Gebirges Belianske Tatry (deutsch Belaer Tatra) innerhalb der Tatra. Er ist 2020 m n.m. hoch und erhebt sich im mittleren Teil des Hauptkamms, zwischen den Bergen Hlúpy westlich und die Prostredné Jatky östlich. Die Südhänge fallen steil Richtung Tal Predné Meďodoly ab, die Nordhänge steigen allmählich Richtung Ždiar ab.
Der Berg ist wie der Großteil des Gebirges für Touristen gesperrt.